# Granton, Wisconsin
Granton är en ort i Clark County i delstaten Wisconsin, USA.